# Les Deux Journées
Personnages
- Mikeli, porteur d'eau savoyard (baryton)
- Comte Armand, participant à la Fronde (Ténor)
- Anton, fils de Mikeli (Ténor)
- Constance, femme d'Armand (soprano)
- Marceline, fille de Mikeli (soprano)
- Angelina (soprano)
- Daniel, père de Mikeli (basse)
- Sémos, père d'Angelina (basse)
- Deux commandants italiens (basses)
- Deux soldats italiens (basses)

Les Deux Journées, ou Le Porteur d'eau est un opéra-comique en trois actes de Luigi Cherubini, sur un livret en français de Jean-Nicolas Bouilly. Il fut créé le 16 janvier 1800 au Théâtre Feydeau.
Bouilly affirma s'être inspiré d'un fait réel s'étant déroulé durant la Révolution française, mais, par peur de la censure, il transporta l'histoire en 1647 au temps du Cardinal Mazarin.
Avec Médée, il s'agit de l'opéra de Cherubini qui a remporté le plus de succès, bien que les reprises aient été assez rares depuis les cent dernières années.

## Distribution de la création
| Rôles                                 | Voix    | Création, le 16 janvier 1800 |
| ------------------------------------- | ------- | ---------------------------- |
| Mikeli, porteur d'eau savoyard        | Baryton | Marcel-Jean-Antoine Juliet   |
| Comte Armand, participant à la Fronde | Ténor   | Pierre Gaveaux               |
| Anton, fils de Mikeli                 | Ténor   | Jausserand                   |
| Constance, femme d'Armand             | Soprano | Angélique Scio-Legrand       |
| Marceline, fille de Mikeli            | Soprano | Rosette Gavaudan             |
| Angelina                              | Soprano | Desmares                     |
| Daniel, père de Mikeli                | Basse   | Platel                       |
| Sémos, père d'Angelina                | Basse   | Ferdinand Prévost            |
| Premier commandant italien            | Basse   | Alexis Dessaules             |
| Deuxième commandant italien           | Basse   | Georget                      |
| Premier soldat italien                | Basse   | Darcourt                     |
| Deuxième soldat italien               | Basse   | Garnier                      |
| Chœurs : soldats et villageois        |         |                              |

## Argument
L'histoire prend place en 1647, au temps du Cardinal Mazarin.

### Acte 1
Chez Mikeli
Mikeli est un porteur d'eau savoyard vivant à Paris. Son fils, Anton, lui raconte comment, étant enfant, sa vie fut sauvée par un Français inconnu. Il est interrompu lorsque le Comte Armand, un membre du Parlement français, entre avec sa femme, Constance, suppliant Mikeli de le sauver des soldats du Cardinal Mazarin. Mikeli offre volontiers son aide. Il dit à Armand qu'Anton doit être marié le lendemain à Angeline, qui vit à Gonesse. Il prévoit de faire passer Armand et Constance hors de la ville, qui est encerclée par les soldats de Mazarin, en déguisant Constance en Marceline, la sœur d'Anton, et en cachant Armand dans sa propre charrette d'eau. Anton entre et, à sa grande joie, reconnaît en Armand le Français qui l'a sauvé quand il était enfant.

### Acte 2
Aux portes de Paris
Les soldats de Mazarin arrêtent les passants dans leur recherche de fugitifs politiques. Après une certaine attente, ils laissent passer Anton et sa « sœur », mais ils se méfient de la charrette de Mikeli. Tandis que Mikeli distrait les soldats, Armand s'échappe de la charrette et franchit les portes de la ville. Mikeli doit rebrousser chemin.

### Acte 3
À Gonesse
Les villageois se préparent pour le mariage d'Angelina et d'Anton. Une patrouille se soldats entre alors qu'Anton, Armand et Constance arrivent. Armand parvient à se cacher dans un arbre, mais il décide de se rendre lorsque sa femme est arrêtée. À cet instant, Mikeli arrive, apportant les nouvelles que la reine a décidé de donner l'amnistie à tous les membres du parlement. Tout se termine bien.

## Principales représentations[2]
- 16 janvier 1800 : Création au Théâtre Feydeau, à Paris.
- 16 septembre 1801 : reprise, lors de la fondation du Théâtre national de l'Opéra-Comique (fusion des compagnies de la Salle Feydeau et de la Salle Favart).
- 20 août 1802 : première représentation à l'Oper am Gänsemarkt de Hambourg (en version allemande).
- 12 mars 1811 : première représentation au Théâtre Saint-Philippe, à La Nouvelle-Orléans.
- 12 novembre 1824 : première représentation à Covent Garden à Londres.
- 7 avril 1842 : reprise à la Salle Favart à Paris.
- 10 février 1872 : première représentation à l'Academy of Music Opera House de New York.
- 27 octobre 1875 : première représentation au Princess's Theater à Londres.
- 12 février 1942 : première représentation à la Scala de Milan.
- 19 décembre 1947 : première représentation radiophonique au Broadcasting House Concert Hall de la BBC à Londres.
- 22 février 1951 : première représentation au Théâtre San Carlo de Naples.
- 28 août 1976 : première représentation au Teatro dei Rinnovati de Sienne (XXXIIIe Semaine Musicale Siennoise).